# Налбуфін
Налбуфін (лат. Nalbuphinum, англ. Nalbuphine) — синтетичний лікарський засіб, що належить до групи опіоїдних анальгетиків і є похідним фенантрену. Налбуфін застосовується переважно парентерально, як внутрішньовенно, так і внутрішньом'язово і підшкірно, вкрай рідко препарат застосовується перорально. Налбуфін уперше запатентовано у 1963 році в США і схвалено для клінічного застосування в 1979 році.

## Фармакологічні властивості
Налбуфін — синтетичний лікарський засіб, що належить до групи опіоїдних анальгетиків та є похідним фенантрену. Механізм дії препарату полягає у стимулюванні δ- і κ-підвидів опіатних рецепторів, та в інгібуванні μ-підвидів опіатних рецепторів. Наслідком цього є блокування міжнейронної передачі больових імпульсів у різних відділах ЦНС, включно з корою головного мозку. При застосуванні налбуфіну спостерігається виражений знеболювальний ефект, змінюється емоційне забарвлення болю; причому одночасно завдяки антагонізму μ-підвидів опіатних рецепторів препарат не впливає на гемодинаміку, не впливає на тиск у системі легеневої артерії, а також стабілізує вегетативну та нейроендокринну систему. Налбуфін має майже рівний з іншими опіатами знеболювальний ефект, стимулює центр блювання, має седативний ефект, спричинює міоз, проте значно рідше спричинює залежність, ніж опіати, та при його застосуванні рідше розвивається толерантність до препарату. Препарат має також протикашлеву дію. Налбуфін застосовується при больовому синдромі різного генезу, у тому числі при інфаркті міокарду, злоякісних пухлинах, для премедикації перед операціями, а також для знеболення при операціях, у тому числі травматологічних, урологічних та гінекологічних операціях. При застосуванні налбуфіну спостерігається відносно менше побічних ефектів, ніж при застосуванні інших опіатів.

### Фармакокінетика
Налбуфін швидко й добре всмоктується після парентерального введення, після перорального застосування його всмоктування значно повільніше. Біодоступність препарату становить 100 %. Максимальна концентрація препарату в крові досягається протягом 0,5—1 години після внутрішньом'язового введення, після внутрішньовенного введення за 20 хвилин. Налбуфін проникає через гематоенцефалічний бар'єр, через плацентарний бар'єр, та виділяється в грудне молоко. Метаболізується препарат у печінці з утворенням неактивних метаболітів. Виводиться препарат із організму у вигляді метаболітів переважно із жовчю, частково з фекаліями. Період напіввиведення налбуфіну становить 2,5—3 години при внутрішньом'язовому введенні, при внутрішньовенному введенні становить 2,4 години.

## Покази до застосування
Налбуфін застосовується при больовому синдромі різного генезу, у тому числі при інфаркті міокарда, злоякісних пухлинах, для премедикації перед операціями, та для знеболення під час операцій.
Згідно досліджень від 2013 року, що містяться на ресурсі Кокранівської бібліотеки, дієвість налбуфіну ставиться під сумнів у порівннянні з плацебо.

## Побічна дія
При застосуванні налбуфіну спостерігається менша кількість побічних ефектів, ніж при застосуванні інших наркотичних анальгетиків ряду опіоїдів, найчастішими з яких є головний біль, ейфорія або депресія, галюцинації, гіпергідроз, сухість у роті, нудота, блювання, алергічні реакції. Іншими побічними явищами при застосуванні препарату в рідких випадках можуть бути сонливість, загальмованість, сплутаність свідомості, порушення рівноваги, нечіткість зору, порушення мови, кропив'янка, артеріальна гіпертензія або гіпотензія, брадикардія або тахікардія, бронхоспазм, гарячка, почащення чхання, болючість у місці введення.

## Протипокази
Налбуфін протипоказаний при підвищеній чутливості до препарату, вираженому пригніченні дихання і центральної нервової системи, епілепсії, черепно-мозкових травмах, підвищеному внутрішньочерепному тиску, алкогольній інтоксикації або алкогольному психозі, опіатній залежності, оперативних втручаннях у гепатобіліарній зоні.

## Форми випуску
Налбуфін випускається у формі розчину 1 та 2 %, в ампулах по 1 та 2 мл, і флаконах по 10 мл.
З 2014 року випускається у формі розчину для ін'єкцій (шприц-тюбик)